# Ефебофилия
Ефебофилия се нарича сексуалното влечение на възрастни към юноши, т.е. към полово зрели, но непълнолетни индивиди. Терминът е съставен от старогръцките 'ephebos' (έφηβος – юноша) и 'philia' (φιλία – приятелство). Други варианти на термина ефебофилия са хебефилия и лолита синдром.
Ефебофилията представлява вид хронофилия и не принадлежи към групата на парафилиите.

### На английски език
- Seto, M. C. (2017). The Puzzle of Male Chronophilias. Archives of Sexual Behavior, 46(1), pp. 3 – 22. DOI:10.1007/s10508-016-0799-y